# قافز أوستني
القافز الأوستني (الاسم العلمي:Salticus austinensis) هو نوع من العنكبوتيات يتبع جنس القافز من فصيلة العناكب القافزة.